# Miejska Biblioteka Publiczna z Oddziałem Dziecięcym w Czarnkowie
Miejska Biblioteka Publiczna z Oddziałem Dziecięcym w Czarnkowie – samorządowa instytucja kultury działającą na obszarze miasta Czarnków w powiecie czarnkowsko-trzcianeckim, województwie wielkopolskim. Główna siedziba biblioteki mieści się w zabytkowym budynku dawnej szkoły katolickiej z końca XIX wieku, na pierwszym piętrze znajduje się Muzeum Ziemi Czarnkowskiej. Miejska Biblioteka Publiczna funkcjonuje w ramach struktury organizacyjnej Miejskiego Centrum Kultury w Czarnkowie. 

## Historia

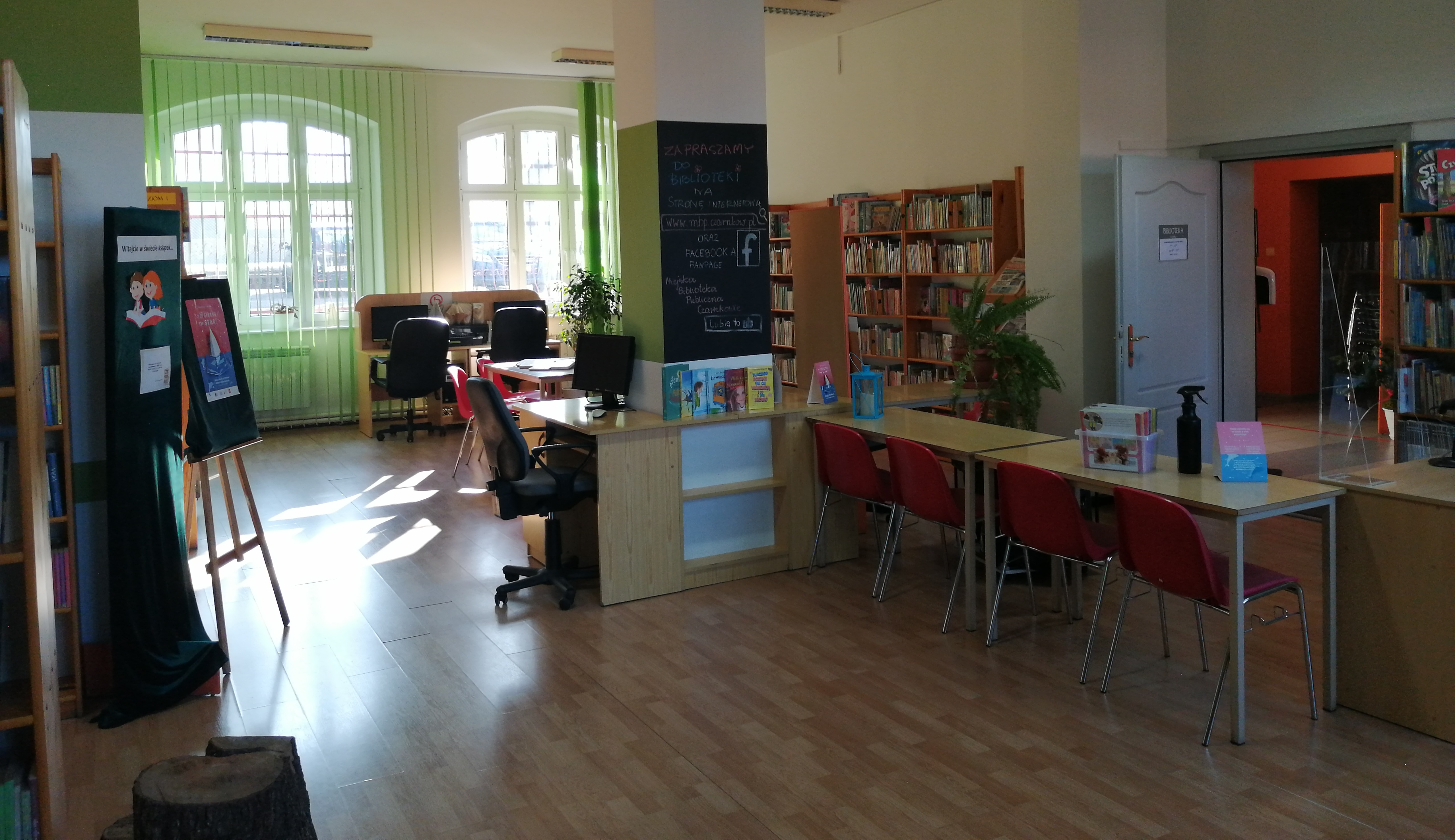
Oddział dla dzieci i młodzieży w Czarnkowie

Miejska Biblioteka Publiczna w Czarnkowie powstała w 1947 roku jako Powiatowa Biblioteka Publiczna. Założenia instytucji podjął się Zbigniew Dudek, który organizował bibliotekę od podstaw, adaptując pomieszczenia piwniczne Starostwa Powiatowego na siedzibę biblioteki. Pierwszy zgromadzony księgozbiór powstał dzięki pomocy ze strony Ministerstwa Oświaty oraz prywatnym darczyńcom miasta Czarnkowa. 20 września 1947 roku nastąpiło uruchomienie wypożyczalni. Oficjalnego otwarcia dokonał wicestarosta Grobelny w obecności władz powiatowych 15 stycznia 1948 roku. W początkach swej działalności wspólnie z biblioteką powiatową dysponowały skromnym księgozbiorem, liczącym ponad 1000 tomów. Systematyczne powiększanie księgozbioru przez kolejne dwadzieścia lat spowodowało z końcem 1967 roku jego wzrost do 17 000 tomów, z których korzystało ponad 1300 czytelników. W latach 1948–1949 stworzono pełną sieć gminnych bibliotek publicznych: w Połajewie, Czarnkowie, Lubaszu, Rosku i Drawsku oraz bibliotekę miejską w Wieleniu. W trudnych warunkach lokalowych funkcjonowało na wsi 40 punktów bibliotecznych. W tym okresie działania biblioteka walczyła z analfabetyzmem wypożyczając książki drukowane specjalną czcionką, organizując zespoły głośnego czytania, dyskusyjne, recytatorskie oraz zespół dramatyczny. Biblioteka była wówczas jedyną placówką, zajmującą się organizowaniem życia kulturalno-oświatowego. 
W 1953 roku biblioteka zmieniła siedzibę przy pl. Wolności 15, a po dwóch latach do pomieszczeń przy ulicy Kościuszki 60 – obecnej siedziby Czarnkowskiego Domu Kultury. 27 stycznia 1955 roku uchwałą Prezydium Powiatowej Rady Narodowej w Czarnkowie dokonano połączenia Powiatowej Biblioteki z Miejską Biblioteką Publiczną w Czarnkowie, która oprócz obsługi swojego środowiska udzielała instruktażu bibliotekom w powiecie. Finalnie biblioteka znalazła swoją siedzibę przy placu Wolności nr 5 w 1961 roku. Z chwilą dokonania nowego podziału administracyjnego kraju, zarządzeniem nr 41/75 Wojewody pilskiego z dnia 15 sierpnia 1975 roku biblioteka przekształcona została na Rejonową Bibliotekę Publiczną z księgozbiorem liczącym ponad 24 000 tomów. Teren jej działania powiększony zostaje o część bibliotek gminy Czarnków, biblioteki miasta i gminy Wronki. W 1978 roku w celu przystosowania struktury organizacyjnej bibliotek do struktury podziału administracji państwowej przestaje pełnić funkcję biblioteki powiatowej. W tym okresie Miejska Biblioteka Publiczna obejmowała swym zasięgiem miasto Czarnków. 
Czołowe miejsce wśród dokumentów bibliotecznych zajmowały materiały historyczne o mieście Czarnkowie, które stały się zaczątkiem Muzeum Ziemi Czarnkowskiej. Gromadzenie tych materiałów było ogromną pasją Zbigniewa Dudka, założyciela sieci bibliotek w powiecie i wieloletniego dyrektora czarnkowskiej biblioteki. Za szerokie dokonania na polu kultury został mianowany w 1998 roku Honorowym Obywatelem Miasta Czarnkowa. Kolejne zmiany przyniósł rok 1990, biblioteki publiczne przejęte zostały przez samorządy terytorialne, funkcję dyrektora biblioteki przejęła Bożena Włoch, były pracownik biblioteki w Czarnkowie i instruktor Wojewódzkiej Biblioteki Publicznej w Pile. Biblioteki publiczne w Polsce wkroczyły w trudny okres, w którym władze samorządowe nie zawsze doceniały ich osiągnięcia kulturalne, część z nich uległa likwidacji. Dla Miejskiej Biblioteki Publicznej był to czas wzmożonej aktywności przy dostosowywaniu księgozbioru do potrzeb i gustów mieszkańców Czarnkowa, czego efektem był wzrost zainteresowania czytelnictwem w roku 1991 do poziomu 2 964 osób i 48 171 wypożyczeń. Rok 1996 przyniósł długo oczekiwany sukces w postaci pierwszego miejsca na liście bibliotek województwa pilskiego pod względem ilości zarejestrowanych czytelników. Od 1998 roku animowania działalności kulturalnej w pracy bibliotekarskiej podjęła się Grażyna Fąferek, obecna kierownik biblioteki. 1 lipca 1998 roku Miejska Biblioteka Publiczna weszła w strukturę Miejskiego Centrum Kultury w Czarnkowie.

## Struktura
W skład Miejskiej Biblioteki Publicznej w Czarnkowie wchodzą:
- biblioteka główna z oddziałem dziecięcym: ul. Wroniecka 32
- dwie filie w Czarnkowie: Osiedle Parkowe 11, plac Wolności 5.

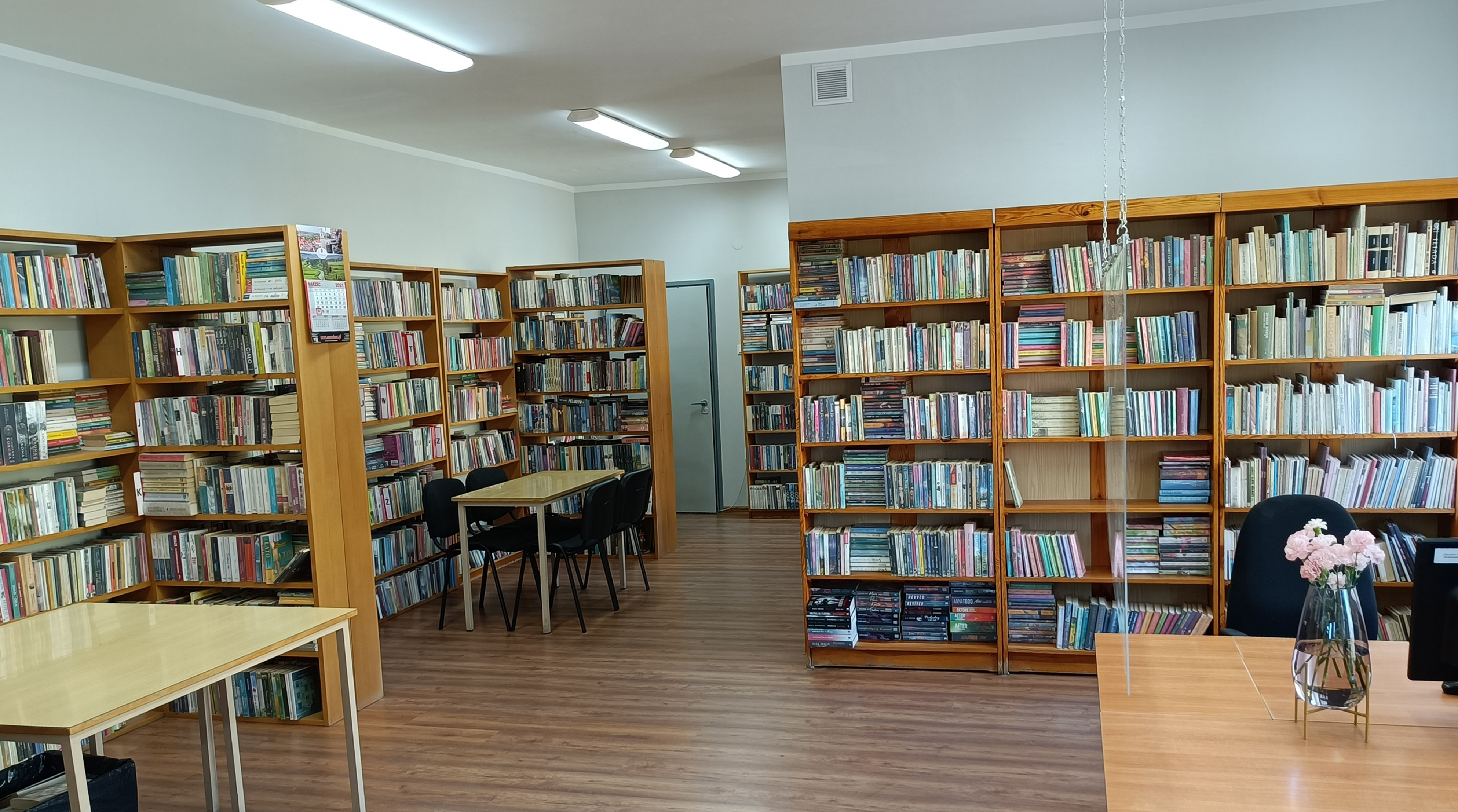
Filia nr 1 w Czarnkowie

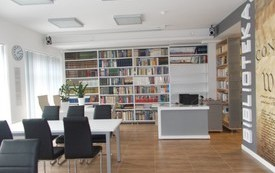
Filia nr 2 w Czarnkowie

Nadzór merytoryczny nad placówką sprawuje Wojewódzka Biblioteka Publiczna i Centrum Animacji Kultury w Poznaniu.

## Kierownicy i dyrektorzy biblioteki
Instytucją zarządzali:.
- Zbigniew Dudek, dyrektor w latach 1947–1990
- Bożena Włoch, dyrektor w latach 1990–1998
- Grażyna Fąferek, obecna kierownik biblioteki

## Działalność

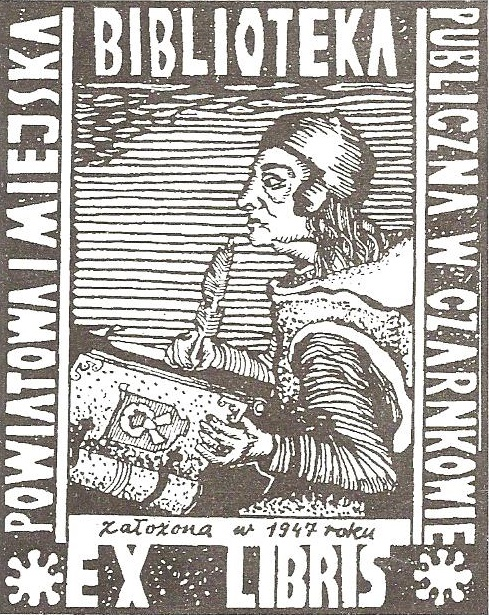
Ekslibris Miejskiej Biblioteki Publicznej w Czarnkowie

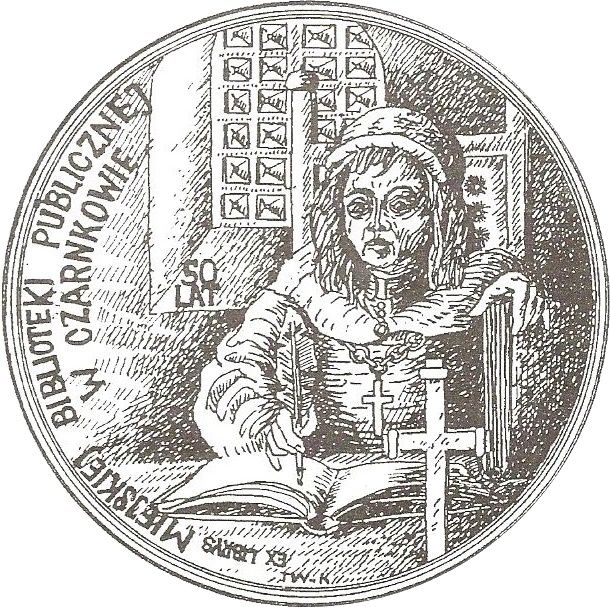
Jubileuszowy ekslibris Miejskiej Biblioteki Publicznej w Czarnkowie

Biblioteka działa na rzecz lokalnej społeczności poprzez zróżnicowaną ofertę kulturalno-edukacyjną, której priorytetowym celem jest popularyzacja literatury i czytelnictwa. Organizuje konkursy recytatorskie oraz plastyczne, lekcje biblioteczne, spotkania autorskie, dyskusyjny klub i literacką Maglownicę, oferuje grupy zainteresowań i zajęcia czytelnicze dla najmłodszych: Bibliomoliki, Bajkownica. Dla młodzieży proponuje interdyscyplinarne spotkania w ramach Akademii Sprawnych Rąk, Podwieczorków z Książką. Od 1983 roku przy bibliotece działa Klub Przyjaciół Biblioteki. Uczestniczy w ogólnopolskich akcjach propagujących czytelnictwo, takich jak: Narodowe Czytanie, Noc Bibliotek, Mała Książka Wielki Człowiek,Tydzień Głośnego Czytania w ramach Cała Polska czyta Dzieciom, Tydzień Bibliotek, Odjazdowy Bibliotekarz połączony z akcją bookcrossingu czy Wakacje z Kulturą. Z okazji Dnia Dziecka i Roku Korczaka biblioteka zainicjowała Obrady parlamentu dziecięcego miasta Czarnkowa, czyli uroczystej Sesji Dzieci i Młodzieży w czarnkowskim ratuszu w latach 2012 i 2013, na obrady którego zaproszeni zostali posłowie i lokalni politycy. Biblioteka aranżuje inicjatywy na rzecz pielęgnowania tradycyjnych obyczajów, organizując imprezę plenerową pod hasłem Zwyczaje, obyczaje i tradycje wielkanocne. Jest inicjatorem jesiennego cyklu spotkań autorskich pt. Grzybobranki liryczne, któremu towarzyszy Powiatowy Konkurs Recytatorski. 

## Nagrody
- 2001 – wyróżnienie na najlepszą bibliotekę miejską i miejsko-gminną
- 2004 – wyróżnienie w konkursie na najlepszą bibliotekę w Wielkopolsce promującą czytelnictwo dzieci i młodzieży
- 2017 – medal dla Miejskiej Biblioteki Publicznej w Czarnkowie za zasługi dla bibliotekarstwa oraz Stowarzyszenia Bibliotekarzy Polskich

W dowód uznania działalności Miejskiej Biblioteki Publicznej w Czarnkowie, kierownik placówki przyznano: Odznakę Zasłużony Działacz Kultury, honorową Odznakę Stowarzyszenia Bibliotekarzy Polskich, medal Labor Omnia Vincit oraz nagrodę im. Andrzeja Wojtkowskiego.